# 飛部
飛部（）は、漢字を部首により分類したグループの一つ。
康熙字典214部首では183番目に置かれる（9画の8番目、戌集の17番目）。

## 概要
「飛」字は鳥や昆虫などが空中で活動する飛翔を意味する。小篆の字形は鳥が翼を広げて飛翔する様子に象る。
「蜚」字は「飛」と同音であり、意味もほぼ同義であるが、「蜚」は空飛ぶ昆虫類が本義であり、仮借によって「飛」と同様の意味で使われる。また「飛」字は形容詞として非常に早いさま、声が高いさま、屋根などが高い空中で飛び出したさま、根拠のないさま、思いがけないさまなどを意味する。
偏旁の意符としては飛翔に関することを示す。
飛部はこのような意符を構成要素に持つ漢字を収めるが、多くはなく、JIS漢字では「飛」自身と「飜」のみである。それ以外では「飝」「䬡」「𩙵」「𩙶」「𩙺」など、現代の日常生活ではまず用いられないものばかりである。
中国の簡体字では字形を「⻜」と簡略化するが、飛部の漢字のうち「⻜」の形で用いられている漢字は、2024年現在のUnicodeでは「𬲉」「𮨶」をはじめとする数文字しかない。
現代中国の部首分類法における飛部の扱いについては、中華字海や「GB13000.1字符集漢字部首帰部規範」では残されている一方、辞海の250部首の体系においては削除されている。

## 部首の通称
- 日本：とぶ
- 韓国：날비부（nal bi bu、とぶ飛部）
- 英米：Radical fly

## 部首字

小篆

飛
- 中古音
  - 広韻 - 甫微切、微韻、平声
  - 詩韻 - 微韻、平声
  - 三十六字母 - 非母
- 現代音
  - 普通話 - ピンイン：fēi 注音：ㄈㄟ ウェード式：fei1
  - 広東語 - Jyutping:fei1 イェール式:fei1
- 日本語 - 音：ヒ（漢音） 訓：とぶ・とばす
- 朝鮮語 - 音：비(bi) 訓：날（nal、とぶ）

- 小篆

## 例字
- 飛
  - 8:䬡、12:飜（翻→羽部）、18:飝
- 飞